# Seznam osebnosti iz Občine Bohinj
Seznam osebnosti iz občine Bohinj vsebuje ljudi, ki so se rodili, umrli ali delovali v občini Bohinj.
Pomembni so tudi nadaljevalci tradicionalnih bohinjskih obrti: Zdravko Cesar, izdelovalec skodel (v Bohinju imenovane šinklni), Ivan Kovačič, rezbar pip z Gorjuš, izdelovalec gorjuških fajf in drugih lesenih izdelkov, družina Lotrič (Vinko Lotrič, rezbar gorjuških pip, Alojz Lotrič, rezbar gorjuških pip, Srečo Lotrič, rezbar gorjuških pip in lesenega nakita), Anica Smukavec, kvačkarica iz Češnjice, ki izdeluje nogavice za narodno nošo, rokavice, gamaše, zapestnice, copate iz ovčje volne in Boštjan Arh, rokodelec, izdelovalec izdelkov iz domače volne.

## Duhovniki in misijonarji
- Janez Brence, duhovnik, zaslužen za slovensko šolo, filozof, ravnatelj ljudske šole v Bohinjski Bistrici 1844–1845 (1818, Dovje – 1870, Unec)
- Anton Klementini, nabožni pisatelj, duhovnik (5. 10. 1744, Stara Fužina – 19. 10. 1826, Ljubljana)
- Anton Medved, duhovnik v Bohinju, pesnik (napisal pesem o Bohinju) (1869, Kamnik – 1910, Turjak)
- Lovro Mencinger, psevdonim Golski, duhovnik, sadjar (28. 7. 1835, Bohinjska Bistrica – 6. 6. 1903, Ljubljana)
- Janez Mesar, duhovnik, gospodarski organizator, ustanovil je prvo sirarsko družbo za Bohinjsko Bistrico, Bitnje in Lepence (1832, Jesenice – 1895, Šmartno)
- Alojzij Odar, duhovnik, hodil v ljudsko šolo v Bohinjsko Bistrico (19. 6. 1902, Jereka – 20. 5. 1953, Argentina)
- Janez Ivan Piber, duhovnik v Bohinjski Bistrici (1866, Mlino pri Bledu – 1934, Šenčur pri Kranju)
- Luka Porenta, duhovnik v Srednji vasi, čebelar (12. 10. 1823, Pevno – 3. 6. 1882, Srednja vas v Bohinju)
- Ivan Sadar, duhovnik, pesnik (1890, Cerovec – 1926, Koprivnik v Bohinju)
- France Sodja, duhovnik, pesnik, pisatelj (1914, Bohinjska Bistrica – 2007, Toronto)
- Frančišek Ksaverij Steržaj, duhovnik na Koprivniku od leta 1908, pisatelj (9. 12. 1878, Rakek – 7. 11. 1922, Koprivnik v Bohinju). Napisal je lovske slike, Moj Koprivnik in ljudske črtice in povesti.
- Alojzij Šuštar, ljubljanski nadškof in metropolit, leta 1993 obiskal Koprivnik ob 200. letnici koprivniške fare (1920, Grmada – 2007, Ljubljana)
- Gašper Švab, bogoslovni pisec, duhovnik (2. 1. 1797, Bohinjska Bistrica – 6. 1. 1866, Dob)

## Fotografi
- Jaka Čop, fotograf, planinec (26. 10. 1911, Jesenice – 5. 1. 2002, Jesenice)
- Stane Klemenc, fotograf, alpinist, ustanovitelj Kajak kanu kluba Bohinj (1950, Ljubljana)
- Joco Žnidaršič, fotograf, v Bohinj se v svoj vikend vrača od mladostnih let  (20. 3. 1938, Šoštanj)

## Literati, publicisti
- Agatha Christie, pisateljica kriminalk, leta 1967 obiskala Bohinj (1890, Torquay, Devon, Anglija – 1976, Cholsey, Oxfordshire, Anglija)
- Ivo Janez Cundrič, pisatelj, inženir metalurgije (1947, Bohinjska Bistrica)
- Fran Saleški Finžgar, pisatelj, duhovnik, kaplan v Bohinjski Bistrici, napisal pesem o Bohinju (1871, Doslovče – 1962, Ljubljana)
- Tadej Golob, pisatelj, novinar, napisal kriminalni roman Jezero, ki se dogaja v Bohinju (1967, Maribor)
- Jože Hudeček, pisatelj, novinar, urednik, alpinist, živel je v Bohinju (24. 2. 1937, Ljubljana – 18. 6. 2011, Ljubljana)
- Juš Kozak, pisatelj, esejist, gledališki kritik, urednik, počitnikoval v Bohinju (1892, Ljubljana – 1964, Ljubljana)
- Evgen Lah, domoznanski pisec, ki je pisal o Bohinju (1858, Vipava – 1930, Ljubljana)
- Nada Matičič, pisateljica, profesorica slovenskega jezika, napisala dva romana, ki se dogajata v Bohinju (Balada o Boru, Mojih pet bičev) (16. 8. 1922, Litija – 22. 7. 2010, Ljubljana)
- Janez Mencinger, pisatelj, po njem se imenujejo osnovna šola v Bohinjski Bistrici, dom na Ravnah v Bohinju in ulica v Bohinjski Bistrici (1838, Brod – 1912, Krško). Njegova dela: Jerica (1859), Zlato pa sir (1860), Vetrogončič (1860), Človek toliko velja, kar plača (1861), Bore mladost (1862), Skušnjave in izkušnje (1865), Zgubljeni pa spet najdeni sin (1860), Abadon (1897), Moja hoja na Triglav.
- David Miller, pisatelj, napisal vohunski roman Spoznaj svojega sovražnika, ki se dogaja v Bohinju in na Bledu in je izhajal leta 1983 v podlistku časnika Delo
- Meta Osredkar, pisateljica, prevajalka, napisala kriminalni roman Zločin v Stari Fužini (1981)
- France Prešeren, pesnik, napiše pesnitev Krst pri Savici (1800, Vrba, Žirovnica – 1849, Kranj)
- Ivan Veber, pisatelj, inženir gozdarstva, član Muzejskega društva Žiga Zois (1937)
- Valentin Vodnik, pesnik, časnikar, jezikoslovec, prvi duhovnik na Koprivniku (1758, Ljubljana – 1819, Ljubljana)
- Janez Jalen, pisatelj, dramatik, duhovnik v Srednji vasi v Bohinju in na Koprivniku (1891, Rodine – 1966, Ljubno na Gorenjskem)
- Boris Žagar, pisatelj, upokojeni kriminalist, napisal roman o mističnih globinah bohinjskega trikotnika Zlati rep, živi na Uskovnici od 1968

## Politiki
- Jože Ažman, slovenski delavec, partijski organizator (1888, Nomenj – 1941, Nomenj)
- France Bučar, politik, pravnik (1923, Bohinjska Bistrica – 2015, Bohinjska Bistrica)
- Janez Korošec, po domače Vršičnik, politik, gospodarstvenik, predsednik agrarne skupnosti Češnjica/Jereka/Podjelje/Koprivnik, predsednik Krajevne skupnosti Koprivnik – Gorjuše, leta 1998 prejel častni znak svobode Republike Slovenije za dolgoletno delovanje in dosežke v razvoju vasi Koprivnik in Gorjuše (1924, Koprivnik v Bohinju – 2015, Podkoren)
- Evgenija Kegl Korošec, političarka, županja občine Bohinj, agronomka, leta 1998 prejela častni znak svobode Republike Slovenije za dolgoletno delovanje in dosežke v razvoju vasi Koprivnik in Gorjuše (1931, Ptuj)
- Josip Broz Tito, jugoslovanski maršal, politik hrvaško-slovenskega rodu, počitnikoval v Bohinju (1892, Kumrovec – 1980, Ljubljana)
- Dušan Vučko, politik, pravnik, policist, direktor Državne volilne komisije (1964, Bohinjska Bistrica)
- Franc Kramar, prvi župan samostojne občine Bohinj, politik, poslanec, (22.4.1960-30.01.2021)

## Športniki, alpinisti, pohodniki, hribolazci
- Tomaž Godec, športnik, usnjar, partizan, narodni heroj, po njem se imenuje muzej v Bohinjski Bistrici (1908, Bohinjska Bistrica – 1942, Mauthausen)
- Jakob Jelar, alpski vodnik, prvi zimski vzpon na Triglav 1882 (Ribčev Laz)
- Luka Korošec, prvopristopnik na Triglav (1747, Koprivnik v Bohinju – 1827, ?)
- Matevž Kos, prvopristopnik na Triglav, rudar, lovec (Jereka)
- Tone Malej, telovadec (1907, Savica – 1930, Luksemburg)
- Janez Marič, biatlonec, doma v Stari Fužini (1975, Kranj)
- Tine Mihelič, alpinist, plezalni vodnik, pisatelj (1941, Maribor – 2004, Pihavec)
- Albin Novšak, smučarski skakalec, živel in se šolal v Bohinjski Bistrici (1915, Gornja vas – 1992, Ljubljana)
- Štefan Rožič, prvopristopnik na Triglav, lovec (Savica)
- Agata Stare, smučarska skakalka (1915, Žlan – ?)
- Rozalija Škantar, prva ženska na Triglavu 1870, oskrbnica Vodnikove koče (1849, Srednja vas v Bohinju – 1911, Srednja vas v Bohinju)
- Rok Urbanc, smučarski skakalec, doma v Stari Fužini (1985, Jesenice)
- Lovro Willomitzer, zdravnik, prvopristopnik na Triglav (okoli 1747, Madžarska – 27. 1. 1801, Stara Fužina)

## Učitelji, profesorji, šolniki
- Rudolf Badjura, učitelj smučanja v Bohinju, učil je vojake, ki so odšli na soško fronto, turistični delavec, športnik, planinski pisec (1881, Litija – 1963, Ljubljana)
- Pavla Budinek, učiteljica v Bohinjski Bistrici
- Darko Čuden, univerzitetni profesor, režiser, prevajalec, igralec, živi v Bohinjski Bistrici in Ljubljani (1961, Ljubljana)
- Martin Humek, učitelj, ravnatelj osnovne šole v Bohinjski Bistrici 1895–1912, čebelar, sadjar (1870, Gradišče pri Raki – 1943, Ljubljana)
- Štefka Jazbar, učiteljica v podružnični šoli v Srednji vasi (1903, Ljubljana – 2002, Srednja vas v Bohinju)
- Ivan Jocif, učitelj, ravnatelj podružnične šole v Srednji vasi
- Jožef Medič, nadučitelj, ravnatelj osnovne šole v Bohinjski Bistrici 1890–1895
- Jakob Mencinger, učitelj, šolnik, sadjar, ravnatelj osnovne šole v Bohinjski Bistrici 1845–1852, 1872–1885 (8. 7. 1826, Bohinjska Bistrica – 22. 3. 1891, Bohinjska Bistrica)
- Jakob Pretnar, učitelj, ravnatelj podružnične šole v Srednji vasi 1878–1890
- Janko Sicherl, smučarski učitelj, planinec, služboval kot učitelj v šoli na Koprivniku (1900, Trzin – 1986, Kranj)
- Boris Zarnik, biolog, pokopan v Srednji vasi (1883, Ljubljana – 1945 Zagreb)

V Bohinju so poučevali tudi: Bernard Andoljšek, Danica Ilnikar, Božena Jelenc, Davorina Kosem, Elizabeta Kutin, Štefanija Levec, Ruža Majcen, Božena Jelenc, Marija Schrott, Franc Silvester, Terezija Vranič, Frančiška Zemljan

## Umetniki (igralci, glasbeniki, plesalci, slikarji, kiparji, skladatelji)
- Stojan Batič, kipar, naredil kip štirim srčnim možem v spomin na prvi vzpon na Triglav (1925, Trbovlje – 2015, Ljubljana)
- Črtomir Frelih, slikar, profesor (1960, Nomenj)
- Milena Grm, igralka (22. 4. 1942, Bohinjska Bistrica – 9. 4. 2011, Jesenice)
- Lucija Grm, igralka, režiserka, pevka, plesalka, animatorka lutk, radijska napovedovalka (2. 2. 1964)
- Valentin Hodnik, slikar (1896, Stara Fužina – 1935, ?)
- Janja Hvala, operna pevka, sopranistka (1974, Bitnje)
- Albin Polajnar, slikar (1924, Bohinjska Bistrica)
- Anton Ravnik, klavirski pedagog, pianist, zborovodja (28. 4. 1895, Bohinjska Bistrica – 18. 12. 1989, Ljubljana)
- Janko Ravnik, skladatelj, pianist, klavirski pedagog, fotograf (7. 5. 1891, Bohinjska Bistrica – 20. 9. 1982, Ljubljana)
- Jela Trnkoczy, ateljejska slikarka (24. 12. 1905, Bohinjska Bistrica – 4. 5. 1957, Piran)

## Zgodovinarji, umetnostni zgodovinarji, geografi, etnologi
- Lojze Budkovič, vojaški gornik, ljubiteljski zgodovinar (1953, Bohinjska Bistrica – ?)
- Tomaž Budkovič, geograf, zgodovinar (1949, Bohinjska Bistrica – 2014, Vogel)
- Franc Ceklin, publicist, zgodovinar (1. 10. 1911, Stara Fužina – 24. 2. 2004, pokopan v Srednji vasi)
- Marija Cvetek, etnologinja (1948, Srednja vas v Bohinju)
- Joža Mahnič, literarni zgodovinar, univerzitetni profesor, pisatelj (1918, Bohinjska Bistrica – 2009, Ljubljana)
- Anka Novak, etnologinja, uredila Planšarski muzej v Stari Fužini (1932, Mala vas pri Grosuplju)
- Mišo Serajnik, zgodovinar, čebelar, predsednik Muzejskega društva Žiga Zois
- Metod Vojvoda, geograf, rojen v Bohinjski Bistrici, napisal disertacijo z naslovom Razvoj kulturne pokrajine v Bohinju (6. 3. 1937, Bohinjska Bistrica – )
- Marjeta Žebovec, lektorica, biografinja, etnologinja, prevajalka, slavistka, otroštvo preživela v Bohinju (1960, Jesenice)

## Drugi (čebelarji, direktorji, trgovci, inženirji, zdravniki, župani …)
- Janez Bizjak, direktor Triglavskega narodnega parka, arhitekt, urbanist, naravovarstvenik (1943, Trbovlje – )
- Gašper Budkovič, trgovec (1872, Drskovče – )
- Giacomo Ceconi, italijanski podjetnik, graditelj bohinjskega predora, po njem se imenuje park v Bohinjski Bistrici (1833, Pielungo – 1910, Videm)
- Balthasar Hacquet, kirurg, naravoslovec, geograf, narodopisec, prvi širše opisal Bohinj (floro, favno) (1735, Francija – 1815, Dunaj)
- Torleif Tunold Hanssen, norveški konstruktor skakalnice na Poljah (1897, Kongsberg – ?)
- Maks Klodič, inženir, konstruktor bohinjskega predora (1875, Trst – 1953, Trst)
- Ivan Korošec, gostilničar na Koprivniku
- Franc Kramar, župan občine Bohinj (1960, Bohinjska Bistrica - 2021)
- Roza Ledinek, živela na Bitnjah (1889, Maribor – 1943, Bitnje)
- Jože A. Mihelič, nekdanji vodja službe za  izobraževanje in naravovarstveno vzgojo v Triglavskem narodnem parku, profesor športne vzgoje, upokojenec (1946)
- Alfonz Mencinger, turistični delavec, hotelir, gostilničarski organizator (19. 7. 1882, Bohinjska Bistrica – 23. 10. 1929, Ljubljana)
- Fran Orožen, graditelj prve planinske koče v Bohinju, ki se imenuje po njem, geograf in zgodovinar (1853, Laško – 1912, Ljubljana)
- Lambert Pantz, ravnatelj Kranjske industrijske družbe, vodja Zoisovih fužin v Bohinju, graditelj žičnice (1835, Tržič – 1895, Fieberbrunn)
- Jakob Rozman, kolar, izdelovalec smuči
- Jožko Simončič, gospodarstvenik, pravnik, strokovnjak za živila in hladilništvo (19. 9. 1914, Bohinjska Bistrica – )
- Franc Strgar, inženir, konstruktor mostov (1932, Gorjuše)
- Jan Strgar, čebelar, trgovec (8. 5. 1881, Nemški Rovt – 9. 11. 1955, Jesenice)
- Boris Trampuž, diplomat, družbenopolitični delavec, kulturni delavec (26. 6. 1912, Pazin, Hrvaška – 6. 4. 1975, Ukanc)
- Žiga Zois, mecen, fužinar, gospodarstvenik, naravoslovec (1747, Trst – 1819, Ljubljana)